# Chaska (Minnesota)
Chaska – miasto w Stanach Zjednoczonych, w stanie Minnesota, siedziba administracyjna hrabstwa Carver.